# Ronee Blakley
Ronee Blakley, née le 24 août 1945 à Caldwell (Idaho), est une actrice américaine.

## Biographie
Elle fut l'épouse de Wim Wenders de 1979 à 1981.

## Filmographie

### Cinéma
- 1970 : Wilbur and the Baby Factory de Tom McGowan :
- 1975 : Nashville de Robert Altman : Barbara Jean
- 1977 : The Private Files of J. Edgar Hoover de Larry Cohen : Carrie DeWitt
- 1977 : Three Dangerous Ladies de Alvin Rakoff, Robert Fuest et Don Thompson : Simone
- 1977 : Mannikin de Don Thompson (court métrage): Simone Maglore
- 1978 : Renaldo et Clara (Renaldo and Clara) de Bob Dylan : Mrs. Dylan
- 1978 : Driver (The Driver) de Walter Hill : The Connection
- 1979 : She Came to the Valley de Albert Band : Willy Westall
- 1979 : Good Luck, Miss Wyckoff (en) de Marvin J. Chomsky : Betsy
- 1980 : Revanche à Baltimore (en) (The Baltimore Bullet) de Robert Ellis Miller : Carolina Red
- 1980 : Nick's Movie de Wim Wenders : elle-même
- 1984 : Les Griffes de la nuit (A Nightmare on Elm Street) de Wes Craven : Marge Thompson
- 1985 : Cinématon de Gérard Courant : elle-même
- 1987 : Les Enfants de Salem (A Return to Salem's Lot) de Larry Cohen : Sally
- 1987 : Student Confidential de Richard Horian : Jenny Selden
- 1987 : Someone to Love (en) de Henry Jaglom : Attendee
- 1990 : Murder by Numbers de Paul Leder : Faith

### Télévision

#### Téléfilms
- 1978 : Desperate Women de Earl Bellamy : Selena Watson
- 1981 : The Oklahoma City Dolls de E. W. Swackhamer : Valene Burns

#### Séries télévisées
- 1978 : Vegas (Vega$) : Ginny Gordon (Saison 1 - Épisode 10)
- 1979 : Visions : Sue
- 1979 : The Runaways (en) : (Saison 2 - Épisode 3)
- 1979 : La croisière s'amuse (The Love Boat) : Sally Carter (Saison 3 - Épisode 16)
- 1980 : Beyond Westworld : Ruth Avery (Saison 1 - Épisode 3)
- 1984 : Les Routes du paradis (Highway to Heaven) : Patsy Maynard (Saison 1 - Épisode 5)
- 1985 : Trapper John, M.D. (en) : Willow (Saison 6 - Épisode 15)
- 1985 : Histoires de l'autre monde (Tales from the Dark Side) : Cassie Pines (Saison 1 - Épisode 23)
- 1987 : ABC Afterschool Special : Gina Sherman (Saison 15 - Épisode 6)
- 1988 : Hôtel (Hotel) : Lisa Daniels (Saison 5 - Épisode 12)